# Cecilia Álvarez-Correa

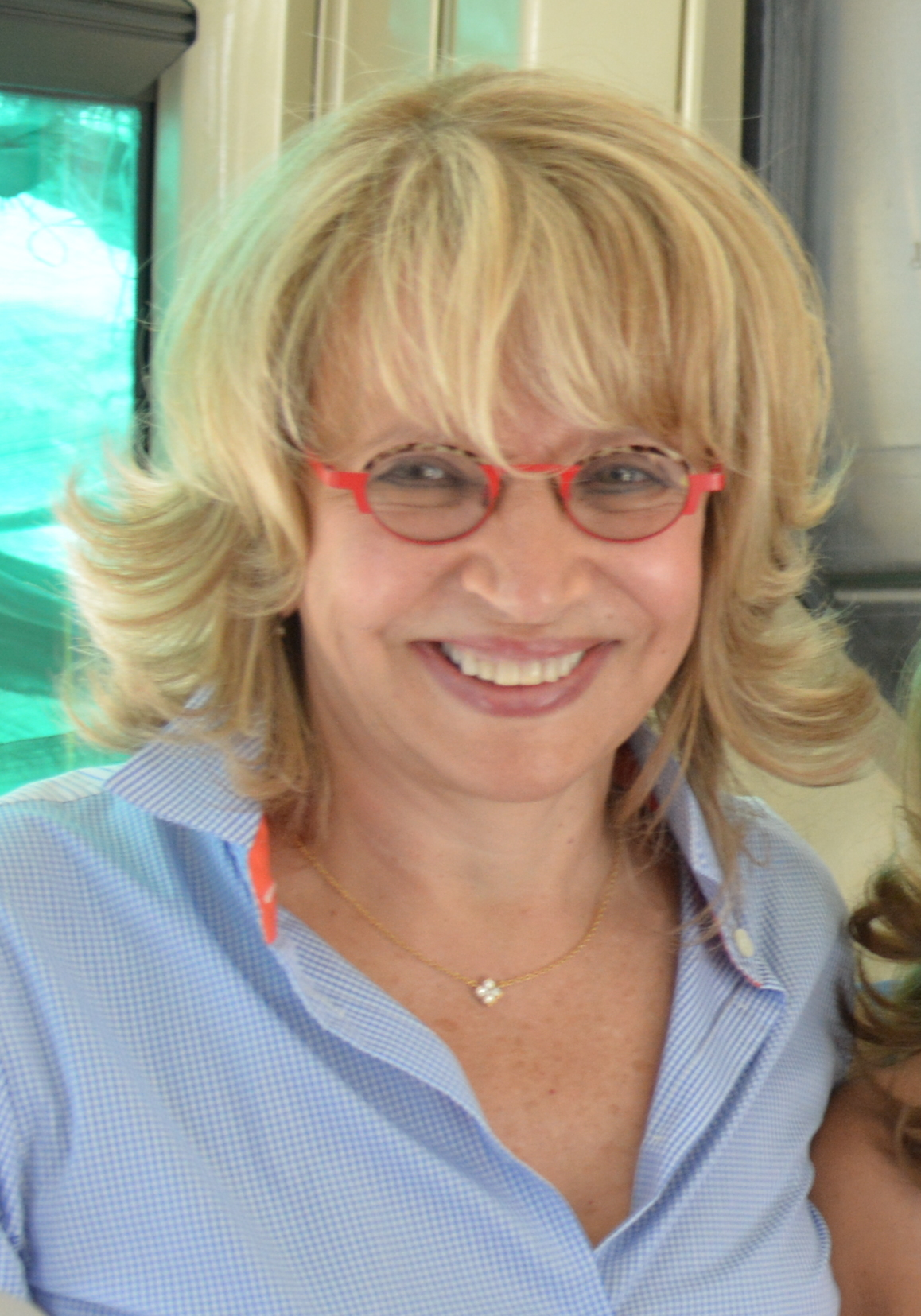
Cecilia Álvarez Correa, 2014

Cecilia Álvarez-Correa Glen (* 30. August 1953 in Ciénaga, Magdalena) ist eine kolumbianische Politikerin.

## Leben
Correa studierte an der Päpstlichen Universität Xaveriana. Sie ist das jüngste von acht Kindern von Jaime Álvarez-Correa Díaz-Granados und María de Lourdes Glen Ruiz. Vom 3. September 2012 bis 11. August 2014 war sie als Nachfolgerin von Miguel Peñaloza Verkehrsministerin in Kolumbien unter dem Präsidenten Juan Manuel Santos. Sie ist seit 11. August 2014 als Nachfolgerin von Santiago Rojas Ministerin für Wirtschaft, Industrie und Tourismus in Kolumbien unter dem Präsidenten Juan Manuel Santos. Ihre Lebenspartnerin ist die kolumbianische Bildungsministerin Gina Parody.